# ژنوتیپ

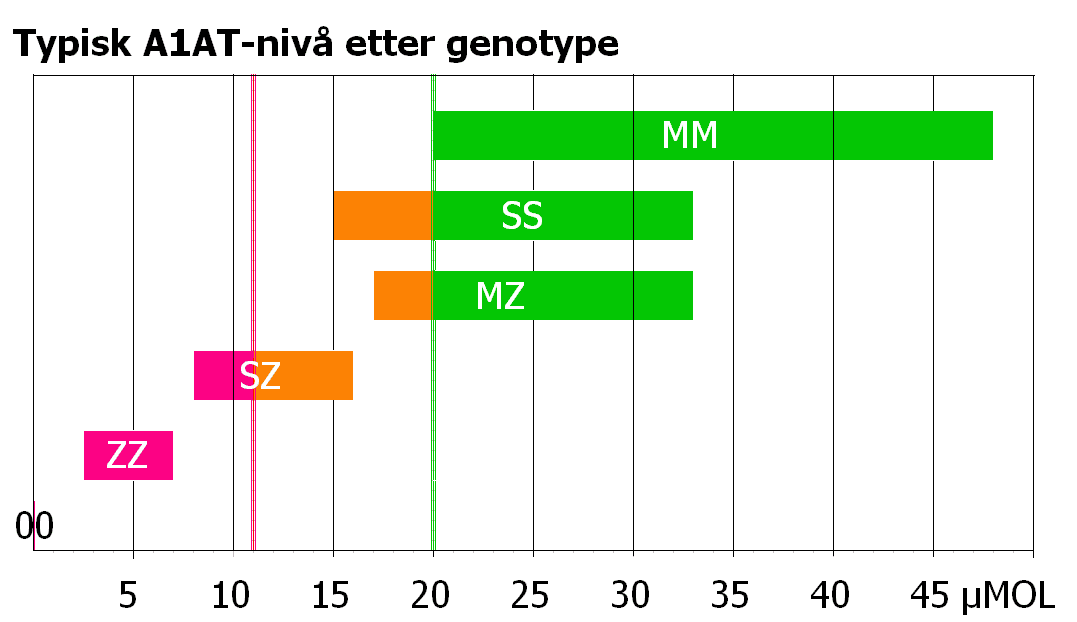
نمودار ژنوتیپ A1AD(نمونه‌ای از نمودارهای ژنوتیپ)

ژنوتیپ یا ژن‌نمود، ژن‌کرد، ژن مانه یا زَگ‌نمود (به فرانسوی: Génotype) به کل یا بخشی از اطلاعات ژنتیکی یک فرد، گفته می‌شود. به عبارتی دیگر، ژنوتیپ ساختار اللی ژن‌های فرد است. در کلی‌ترین سطح خود، ژنوتیپ شامل کل ترکیب ژنتیکی شخص است و به‌صورت محدودتر، دربارهٔ مجموعه‌آلل‌هایی به‌کار برده می‌شود که در یک یا چند مکان ژنی خاص حضور دارند.

## تعریف
ژنوتیپ اطلاعاتی است که در ژنوم هر یک از سلول‌های جانداران زنده به صورت دئوکسی‌ریبونوکلئیک اسید (دی‌ان‌ای) وجود دارد. این اطلاعات بر روی کروموزوم‌های داخل هسته (در یوکاریوت‌ها) یا داخل سیتوپلاسم (در پروکاریوت‌ها) قرار گرفته‌اند. به‌طور کلی به چینش همه ژن‌های یک فرد بر روی همه کروموزوم‌های آن فرد، ژنوتیپ می‌گویند.
هر انسان حدود ۲۵٬۰۰۰ تا ۳۰٬۰۰۰ ژن دارد. معمولاً، هر کدام از این ژن‌ها چندین الل در میان افراد مختلف دارند. همین موجب متفاوت بودن ژنوتیپ آن‌ها، و در نهایت گوناگونی می‌شود، چرا که احتمال این که دو فرد برای همهٔ ژن‌های خود یک الل را به ارث برده باشند تقریباً صفر است! مگر دوقلوهای هم‌سان که حاصل تقسیم میوز سلول تخم می‌باشند، و بنابراین اطلاعات ژنتیکی آن‌ها کاملاً مشابه است.

## پی‌نوشت
1. ↑  «ژن‌نمودی» [زیست‌شناسی] هم‌ارزِ «genotypic»؛ منبع: گروه واژه‌گزینی. دفتر دوم. فرهنگ واژه‌های مصوب فرهنگستان. تهران: انتشارات فرهنگستان زبان و ادب فارسی. شابک ۹۶۴-۷۵۳۱-۳۷-۰ (ذیل سرواژهٔ ژن‌نمودی)
2. ↑  «معنی ژن نمود - واژه‌های مصوّب فرهنگستان». پرسش و پاسخ تخصصی لام تا کام. دریافت‌شده در ۲۰۲۰-۱۱-۲۲.
3. ↑  «ژن‌کرد» [زیست‌شناسی] هم‌ارزِ «ژنوتیپ» (انگلیسی)؛ منبع: گروه واژه‌گزینی. (۱۳۷۶-۱۳۸۵). فرهنگ واژه‌های مصوب فرهنگستان. تهران: انتشارات فرهنگستان زبان و ادب فارسی. شابک ۹۷۸-۹۶۴-۷۵۳۱-۷۷-۱ (ذیل سرواژهٔ genotype)